# حمله به مجدل شمس

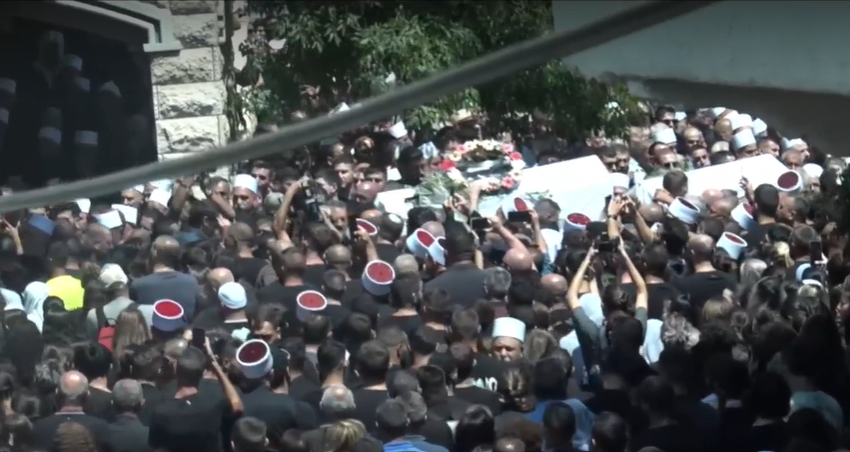

در ۲۷ ژوئیه ۲۰۲۴، حزب‌الله حمله راکتی به شهر دروزی مجدل شمس در جولان شمالی انجام داد. ۱۲ نفر، از جمله کودکان و نوجوانان بین سنین ۱۰ تا ۲۰ سال، هنگامی که یک راکت مستقیماً به یک زمین فوتبال محلی اصابت کرد، کشته شدند. حداقل ۳۴ نفر زخمی شدند. ده‌ها نفر با جراحات متفاوت از نظر شدت توسط تیم‌های ستاره داوود سرخ و بالگردهای نیروهای دفاعی اسرائیل به بیمارستان‌ها منتقل شدند.
این حمله در میان تنش‌های گسترده‌تر منطقه‌ای رخ داد، زیرا حزب‌الله، با حمایت ایران، پس از حمله ۷ اکتبر حماس به اسرائیل به درگیری پیوست و راکت‌های هدایت شونده و گلوله‌های توپخانه‌ای را به سمت جوامع و تأسیسات نظامی اسرائیل پرتاب کرد، که نقض قطعنامه ۱۷۰۱ شورای امنیت سازمان ملل متحد است.

## پیش‌زمینه
حزب‌الله، یک حزب سیاسی و گروه شبه‌نظامی اسلامگرای شیعه لبنانی، توسط ایران حمایت و تأمین مالی می‌شود و گفته می‌شود به عنوان نماینده آنها در درگیری‌های منطقه‌ای عمل می‌کند. از زمان تأسیس، نابودی دولت اسرائیل یکی از اهداف اصلی حزب‌الله بوده است. این گروه در بسیاری از درگیری‌ها با اسرائیل شرکت داشته است، از جمله درگیری جنوب لبنان، درگیری مزارع شبعا و جنگ لبنان در سال ۲۰۰۶. پس از این جنگ، و علی‌رغم عقب‌نشینی اسرائیل از جنوب لبنان، حزب‌الله برخلاف الزامات قطعنامه ۱۷۰۱ شورای امنیت سازمان ملل متحد، خلع سلاح نشد.
بر اساس گزارشی از موسسه خاورمیانه، حزب‌الله از طریق یک کمپین هماهنگ برای تحریک خشونت بین دروزی‌ها و بی‌ثبات کردن قدرت سیاسی و نظامی آنها، تهدیدی فزاینده برای جامعه دروزی ایجاد می‌کند. در لبنان، حزب‌الله از اختلافات سیاسی برای تضعیف ولید جنبلاط، برجسته‌ترین رهبر دروزی منتقد حزب‌الله و رژیم سوریه، بهره‌برداری می‌کند. در سوریه، حزب‌الله با ٪۶۰ از گروه‌های مسلح همکاری کرده و در حال جذب شبه‌نظامیان برای ترویج بی‌ثباتی است، که مقاومت متحد دروزی‌ها در برابر تهدیدات خارجی را بیشتر تضعیف می‌کند.
پس از حمله ۷ اکتبر حماس، حزب‌الله روز بعد به درگیری پیوست و راکت‌های هدایت شونده و گلوله‌های توپخانه‌ای را به سمت جوامع و تأسیسات نظامی اسرائیل در جلیل و بلندی‌های جولان پرتاب کرد. این تشدید تنش باعث آواره شدن جوامع کامل در اسرائیل و لبنان شده و خسارات قابل توجهی به ساختمان‌ها و زمین‌های اطراف مرز وارد کرده است. تا ۵ ژوئیه ۲۰۲۴، اسرائیل گزارش داده که حدود ۳۶۶ نیروی عملیاتی حزب‌الله را کشته است. طبق گزارش سازمان ملل، بیش از ۹۰،۰۰۰ نفر در لبنان مجبور به ترک خانه‌های خود شده‌اند، در حالی که در اسرائیل، ۶۰،۰۰۰ غیرنظامی تخلیه شده‌اند و ۳۳ نفر، از جمله ۱۰ غیرنظامی، در اثر حملات حزب‌الله کشته شده‌اند.

## حمله
در ۲۷ ژوئیه ۲۰۲۴ ساعت ۱۸:۱۸، آژیرها در مجدل شمس به صدا درآمدند. طبق گزارش کانال خبری المیادین وابسته به حزب‌الله، این گروه شبه‌نظامی ۱۰۰ راکت شلیک کرد. سپس یک راکت به یک زمین فوتبال در شهر، نزدیک یک زمین بازی، اصابت کرد. خدمات اورژانس، از جمله ستاره داوود سرخ (مگن داوید آدوم MDA)، به مجروحان وخیم که بین ۱۰ تا ۲۰ سال سن داشتند رسیدگی کردند و برخی از آنها به کلینیک‌های محلی منتقل شدند. یک پارامدیک ارشد MDA صحنه را به عنوان یک ویرانی توصیف کرد که قربانیان روی چمن افتاده بودند.
حزب‌الله مسئولیت این حمله را بر عهده گرفت و گفت که این حملات در تلافی کشته شدن چهار نیروی عملیاتی حزب‌الله در روستای کفرکلا بوده است. این شبه‌نظامیان متعلق به نیروی رضوان بودند، یک واحد نیروهای ویژه حزب‌الله که ماموریت اصلی آن نفوذ به شمال اسرائیل است. بعداً، یک مقام ارشد حزب‌الله به نام محمد عفیف گفت که این گروه مسئول نیست.
پلیس اسرائیل و کارآگاهان منطقه شمالی محل سقوط را ایمن کرده‌اند و در حال جستجو برای بقایای اضافی هستند تا هرگونه خطر بیشتر برای عموم را از بین ببرند.

## واکنش ایران
در واکنش به حمله مرگبار حزب‌الله در مجدل شمس، سخنگوی وزارت امور خارجه ایران، ناصر کنعانی، به اسرائیل هشدار داد که در پاسخ به این حمله به لبنان حمله نکند و نسبت به وخیم شدن اوضاع و تبدیل آن به جنگ هشدار داد:
«هرگونه اقدام جاهلانه این رژیم می‌تواند زمینه‌ساز آتش جنگ در منطقه‌ شود و رژیم اسرائیل مسئول پیامدها و واکنش‌های پیش‌بینی نشده چنین رفتار احمقانه‌ای خواهد بود».— https://farsnews.ir/akramsharifi/1722146612505361929/هشدار-ایران-به-رژیم-صهیونیستی-نسبت-به-ماجراجویی-جدید-در-قبال-لبنان